# Raça Rubro-Negra
Raça Rubro-Negra é uma torcida organizada do Flamengo e do Rio de Janeiro, ela também pode ser chamada de Raça-Fla ou simplesmente Raça.
Em 2003, possuía mais de 20 mil associados.
Ela está presente em todos os jogos do Flamengo no Maracanã, assim como em outros estádios mundo afora, e até em jogos de outros esportes que não sejam futebol, como no basquete.

## História
A história da torcida do Flamengo remete ao ano no 1942, Em 1976, cartazes foram espalhados pelas nas paredes do Estádio do Maracanã, com a frase "Vem aí o Maior Movimento de Torcidas do Brasil". O objetivo, segundo seus idealizadores, era formar uma torcida que não fosse apenas o camisa 12, e sim o primeiro jogador do time, o mais importante. Seu nome foi escolhido pelo primeiro presidente, Cláudio Cruz, em homenagem aquela que ele considerava a principal característica do clube, de transformar derrotas iminentes em vitórias.
O uniforme da torcida teria o tom predominante vermelho, com a manga, gola e escudo negros; a mão — com o punho cerrado — seria o símbolo de luta, resistência e vontade e sobretudo raça. O primeiro símbolo idealizado seria duas mãos arrebentando uma corrente, alusão ao símbolo do Movimento Negro, mas esta a ideia foi rejeitada, pois segundo os fundadores poderia ser vista como uma alusão ao preconceito. Assim o símbolo escolhido foi um punho cerrado saindo do mapa do Brasil.
Finalmente, no dia 24 de abril de 1977, a Raça Rubro-Negra foi oficialmente fundada.
A torcida tem criticado a diretoria e jogadores não formados nas categorias de base do clube, que segundo seus dirigentes, fazem "corpo mole".
Em 2014, seu ex-presidente foi preso em Belford Roxo, acusado de um homicídio contra um torcedor do Botafogo, ocorrido em fevereiro de 2012.. em 2022 a torcida cria a escola de samba, que estreia pela Série Prata, organizado pela Superliga.

## Regiões
A Raça é dividida em Regiões.

### Regiões do Grande Rio
| Regiões    | Bairro/Município da Sede | Bairros/Municípios Agregados |
| ---------- | ------------------------ | --- |
| 2ª Região  | Centro                   | Centro, Lapa, Santa Teresa, Gamboa, Santo Cristo, Cidade Nova, Baronesa, Saúde, Cajú, Coroa e Providência. |
| 3ª Região  | Zona Sul                 | Todos os Bairros da Zona Sul, Recreio e Barra da Tijuca. |
| 4ª Região  | Jacarepaguá              | Todos os bairros da baixada de Jacarepaguá, Praça seca, Vila Valqueire, Vargem Grande e Vargem Pequena. |
| 5ª Região  | Tijuca                   | Tijuca, Maracanã, Usina, Alto da Boa vista, Andaraí, Grajaú, Vila Isabel e Estácio. |
| 6ª Região  | Mangueira                | Mangueira, São Cristóvão, Manguinhos, Mandela, Caju, Triagem e Benfica. |
| 7ª Região  | Zona Oeste               | Campo Grande, Santa Cruz, Urucânia, Paciência, Cosmos, Sepetiba, Guaratiba, Santíssimo, Bangu, Padre Miguel, Realengo, Magalhães Bastos, Deodoro, Marechal Hermes, Vila Militar, Campo dos Afonsos e Ricardo de Albuquerque.          |
| 8ª Região  | Caxias é o Terror.       | Todo município de Duque de Caxias. |
| 9ª Região  | Niterói                  | Niterói, Piratininga, Itaipu, Itaipuaçu, Camboinhas, Itacoatiara, Inoã e Maricá. |
| 10ª Região | Ilha do Governador       | Todos os bairros da Ilha do Governador. |
| 11ª Região | São Gonçalo              | Todo Município de São Gonçalo. |
| 12ª Região | Sapê                     | Madureira, Campinho, Cavalcante, Oswaldo Cruz, Bento Ribeiro, Turiaçu, Rocha Miranda, Vista Alegre, Vicente de Carvalho,Vila da Penha, Irajá, Colégio, Acari, Coelho Neto, Honório Gurgel, Costa Barros, Vaz Lobo, Pavuna.            |
| 13ª Região | Méier                    | Abolição, Água Santa, Cachambi, Cascadura, Encantado, Engenho de Dentro, Engenho Novo, Jacaré, Jacarezinho, Lins de Vasconcelos, Méier, Piedade, Quintino Bocaiuva, Riachuelo, Rocha, Sampaio, São Francisco Xavier, Todos os Santos. |
| 14ª Região | Engenho da Rainha        | Engenho da Rainha, Inhaúma, Pilares, Maria da Graça, Higienópolis, Del Castilho e Thomaz Coelho. |
| 15ª Região | Leopoldina               | Ramos, Olaria, Bonsucesso, Penha Circular, Brás de Pina, Cordovil, Jardim América, Parada de Lucas e Vigário Geral. |
| 16ª Região | Piabetá/Magé             | Todo município de Magé. |
| 17ª Região | Rocinha                  | Comunidade da Rocinha. |
| 18ª Região | Baixada Fluminense       | Toda Baixada Fluminense exceto Duque de Caxias e Magé. |
| 63ª Região | Complexo da Penha        | Todo o Complexo da Penha. |

### Regiões do interior do Rio de Janeiro
| Regiões    | Município da Sede | Municípios Agregados                                      |
| ---------- | ----------------- | --------------------------------------------------------- |
| 19ª Região | Sul do Estado     | Todos os municípios do sul do estado do Rio de Janeiro.   |
| 20ª Região | Região dos Lagos  | Todos os municípios da Regão dos Lagos do Rio de Janeiro. |
| 21ª Região | Petrópolis        | Todo município de Petrópolis.                             |
| 22ª Região | Teresópolis       | Todo município de Teresópolis.                            |
| 23ª Região | Barra Mansa       | Todo município de Barra Mansa.                            |
| 24ª Região | Barra do Piraí    | Todo município de Barra do Piraí e Mendes.                |
| 25ª Região | Resende           | Todo município de Resende e Penedo.                       |
| 26ª Região | Campos            | Todo município de Campos dos Goytacazes.                  |
| 27ª Região | Volta Redonda     | Todo município de Volta Redonda.                          |
| 28ª Região | Miracema          | Todo município de Miracema.                               |
| 29ª Região | Valença           | Todo município de Valença.                                |
| 30ª Região | Macaé             | Todo município de Macaé.                                  |
| 31ª Região | Nova Friburgo     | Todo município de Nova Friburgo.                          |
| 32ª Região | Três Rios         | Todo município de Três Rios.                              |
| 48ª Região | Rio Bonito        | Todo município de Rio Bonito.                             |
| 50ª Região | Casimiro de Abreu | Todo município de Casimiro de Abreu.                      |
| 57ª Região | Miguel Pereira    | Todo município de Miguel Pereira.                         |

### Regiões de outros Estados
| Regiões    | Município da Sede | Municípios/Estados Agregados                            |
| ---------- | ----------------- | ------------------------------------------------------- |
| 33ª Região | São Paulo         | Toda estado de São Paulo.                               |
| 34ª Região | Itajubá           | Todo município de Itajubá e áreas de Minas Gerais.      |
| 35ª Região | Juiz de Fora      | Todo município de Juiz de Fora e áreas de Minas Gerais. |
| 36ª Região | Aracaju           | Todo estado de Sergipe.                                 |
| 37ª Região | Vitória           | Todo estado do Espirito Santo.                          |
| 38ª Região | Curitiba          | Todo estado do Paraná.                                  |
| 39ª Região | Blumenau          | Todo estado de Santa Catarina.                          |
| 40ª Região | Campo Grande      | Todo estado do Mato Grosso do Sul.                      |
| 41ª Região | Brasília          | Toda região do Distrito Federal.                        |
| 42ª Região | Maceió            | Todo estado de Alagoas.                                 |
| 43ª Região | Fortaleza         | Todo estado do Ceará.                                   |
| 44ª Região | Teresina          | Todo estado do Piauí.                                   |
| 45ª Região | Belém             | Todo estado do Pará.                                    |
| 46ª Região | Manaus            | Todo estado do Amazonas.                                |
| 49ª Região | Cuiabá            | Todo estado do Mato Grosso.                             |
| 51ª Região | Porto Alegre      | Todo estado do Rio Grande do Sul.                       |
| 52ª Região | Recife            | Todo estado de Pernambuco.                              |
| 53ª Região | Porto Seguro      | Todo estado da Bahia.                                   |
| 54ª Região | João Pessoa       | Todo estado da Paraíba.                                 |
| 55ª Região | São Luís          | Todo estado do Maranhão.                                |
| 56ª Região | Goiânia           | Todo estado de Goiás.                                   |
| 59ª Região | Porto Velho       | Todo estado de Rondônia.                                |
| 62ª Região | Natal             | Todo estado do Rio Grande do Norte.                     |

### Regiões de outros Países
| Regiões    | Cidade da Sede | País agregados                    |
| ---------- | -------------- | --------------------------------- |
| 47ª Região | Buenos Aires   | Argentina (América do Sul)        |
| 58ª Região | Flórida        | Estados Unidos (América do Norte) |
| 60ª Região | Tóquio         | Japão (Ásia)                      |
| 61ª Região | Londres        | Reino Unido (Europa)              |

## Aliadas e amizades
Aliadas
 TUI - Torcida Uniformizada Os Imbatíveis - Vitória
 PPL - Guarda Popular - Internacional
Amizades
 TJP - Torcida Jovem Ponte - Ponte Preta
 TOGA - Gaviões Alvinegros - Figueirense